# Orca Corporation
Orca Corporation era una software house giapponese dedita allo sviluppo di videogiochi arcade, la quale aveva sede a Tokyo, nel quartiere di Shinjuku.

## Storia
Orca Corporation venne fondata nel dicembre 1978. Come suggerisce il nome "ORCA", l'azienda era contrassegnata dal simbolo di un'orca. È stato confermato che, agli inizi della sua attività, l'azienda produceva schede di copia per giochi come Janputer e Crazy Climber (esistono schede con il simbolo e schede di installazione sotto il nome ORCA). Inoltre, la sussidiaria Greenby Shoji fu coinvolta in una causa legale per la produzione e la vendita di "Penta", una copia non funzionante di Pengo di Sega, ma la questione fu successivamente risolta.
L'opera più famosa dell'azienda è River Patrol, pubblicata nel luglio del 1981. All'epoca non vi era alcuna influenza da parte dell'Entertainment and Amusement Act e l'attività veniva svolta in luoghi molto piccoli, come le porte d'ingresso dei negozi di dolciumi.
Il 20 giugno 1983, l'azienda presentò una seconda istanza di insolvenza e fallì. Durante la riorganizzazione aziendale, l'azienda pubblicò i giochi d'azione a schermo fisso Hopper Robo (distribuito da Sega) e Vastar (in seguito venduto da Fuji Kosan con il marchio Sesame Japan), per poi sciogliersi. L'azienda stessa era solo uno dei tanti produttori di medie dimensioni degli anni '80, ma gli ex membri dello staff avrebbero continuato a sostenere lo sviluppo dell'industria videoludica giapponese, come la fondazione di Toaplan, Whiteboard (in seguito Santos) e Comiket (in seguito Human).
Alcuni dei giochi di Orca sono stati adattati per l'SC-3000 di Sega e altri sistemi.

## Lista dei titoli
- Shōgun[3] (1980)
- River Patrol (1981)
- The Percussor (1981)
- The Bounty (1982)
- Looper / Changes (1982)

- Slalom[4] (1982)
- Springer (1982)
- Funky Bee (1982)
- Marine Boy (1982)
- Net Wars (1983)

- Pig Newton (1983)
- Super Crush!! (1983)
- Espial (1983)
- Sky Lancer (1983)
- Zodiack (1983)

- Hopper Robo (1983)
- Dog Fight (1983)
- Vastar (1983)
- Moguchan (1983)
- Assembler[5] (1983)